# Liste des communes du Béarn

Le Béarn au sein des Pyrénées-Atlantiques.

L'organisation administrative de la France ayant été totalement refondue en 1790, ses provinces n'ont plus d'existence officielle depuis cette date, et dresser la liste des communes du Béarn nécessiterait de se plonger dans des ouvrages de géographie historique. Et pourtant l'effacement du Béarn de la carte politique de la France est loin d'avoir rendu le vocable obsolète : ainsi l'édition locale de Sud Ouest s'intitule-t-elle « Béarn et Soule », mais traite d'un territoire un peu plus étendu que le Béarn et la Soule historiques, un territoire qui s'étend jusqu'aux limites du département des Pyrénées-Atlantiques.
Cette évolution des limites des provinces vécues a fait l'objet d'études ; ainsi Étienne Juillard écrit-il :
« Autre chose est la région tout court : elle est la région “ de tout le monde ” (...) Les limites de la région ainsi conçue n'ont rien de net. Celle-ci se définit par son centre bien plus que par ses contours ; des zones contestées la séparent souvent des régions limitrophes. La précision, obligatoire, des cadres administratifs a conduit bien d'autres circuits à s'y mouler, de sorte que la “ région ” française d'aujourd'hui se confond souvent avec un département ou un groupe de départements. Cependant —et c'est là-dessus que je voudrais insister— le cadre régional n'est en aucune façon donné une fois pour toutes ».
Particulièrement intéressant est l'avis d'Anne Zink, qui a précisément étudié la perception de l'espace régional dans le sud-ouest de la France :
« Les pays tels que je les ai observés à la veille de la Révolution sont des créations de l'histoire et l'histoire a continué : les départements sont devenus des pays et le Louvigny se dit béarnais. Il n'y a pas de rattachement, de création, de disparition qui n'aient été ratifiés par le temps. »

## Avertissement sur la méthodologie utilisée
Le choix qui a été fait dans ce court article a donc été de fournir un état des communes du Béarn « ratifié par le temps ». Au Béarn primitif (vallée du gave de Pau, Soubestre et Vic-Bilh) se sont rajoutés successivement la vicomté d'Oloron vers 1050, puis la vicomté de Montaner vers 1085 et le pays d'Orthez en 1194, enlevé à la vicomté de Dax. Ces quatre territoires forment le Béarn historique qui garde ses frontières jusqu'à la Révolution.
Le Béarn moderne se constitue lors de la création du département des Basses-Pyrénées. De ce fait, on trouvera ci-dessous dix-neuf noms de communes totalement gasconnes (appartenant avant 1790 à la sénéchaussée des Lannes ou pour deux d'entre elles à la petite sénéchaussée de Came), quatre noms de communes semble-t-il partagées entre Béarn et Gascogne (Saint-Dos, Saint-Médard, Cabidos et Fichous-Riumayou), une commune essentiellement navarraise (Escos) et une commune au statut un peu folklorique (Bédeille). Ces vingt-cinq communes sont signalées d'un astérisque.
La constitution du Béarn moderne passe aussi désormais par la création du pôle métropolitain des Pays de Béarn. Cette entité réunie les différentes intercommunalités béarnaises. Plusieurs communes peuvent ainsi faire débat quant à leur intégration au sein du Béarn moderne. Les communes d'Esquiule et de Gestas sont ainsi situées sur le territoire béarnais mais sont parfois intégrées à la Soule voisine. Esquiule est une commune de culture basque, tandis que Gestas est une commune de culture gasconne. Autre élément du débat, ces deux communes font toutes les deux parties d'une intercommunalité et d'un canton béarnais. Le Béarn est un ensemble géographique et politique autant que culturel (ou linguistique), il a donc été choisi d'inclure ces deux communes à la liste des communes béarnaises. À l'inverse, la commune de Lichos est parfois considérée de culture béarnaise mais celle-ci faisant partie d'une intercommunalité et d'un canton basque, il a été choisi de ne pas l'intégrer aux frontières du Béarn moderne.
La situation parfois complexe de chacune de ces communes est détaillée dans l'article Géographie politique des communes des Pyrénées-Atlantiques sous l'Ancien Régime.

## La liste
- Haut – A
- B
- C
- D
- E
- F
- G
- H
- I
- J
- K
- L
- M
- N
- O
- P
- Q
- R
- S
- T
- U
- V
- W
- X
- Y
- Z

### A
| - Aast - Abère - Abidos - Abitain - Abos - Accous - Agnos - Ance Féas - Andoins - Andrein - Angaïs - Angous - Anos - Anoye - Aramits | - Araujuzon - Araux - Arbus - Aren - Aressy - Arette - Argagnon - Argelos - Arget - Arnos - Arricau-Bordes - Arrien - Arros-de-Nay - Arrosès | - Arthez-d'Asson - Arthez-de-Béarn - Artigueloutan - Artiguelouve - Artix - Arudy - Arzacq-Arraziguet (*) - Asasp-Arros - Assat - Asson - Aste-Béon - Astis - Athos-Aspis | - Aubertin - Aubin - Aubous - Audaux - Auga - Auriac - Aurions-Idernes - Aussevielle - Auterrive (*) - Autevielle-Saint-Martin-Bideren - Aydie - Aydius |

### B
- Haut – A
- B
- C
- D
- E
- F
- G
- H
- I
- J
- K
- L
- M
- N
- O
- P
- Q
- R
- S
- T
- U
- V
- W
- X
- Y
- Z

| - Baigts-de-Béarn - Balansun - Baleix - Baliracq-Maumusson - Baliros - Barinque - Barraute-Camu - Barzun - Bassillon-Vauzé - Bastanès - Baudreix - Bédeille (*) - Bedous | - Bellocq - Bénéjacq - Bentayou-Sérée - Béost - Bérenx - Bernadets - Bescat - Bésingrand - Bétracq - Beuste - Beyrie-en-Béarn - Bidos - Bielle | - Bilhères - Billère - Biron - Bizanos - Boeil-Bezing - Bonnut (*) - Borce - Bordères - Bordes - Bosdarros - Boueilh-Boueilho-Lasque (*) - Bougarber - Bouillon | - Boumourt - Bourdettes - Bournos - Bruges-Capbis-Mifaget - Bugnein - Burgaronne - Buros - Burosse-Mendousse - Buziet - Buzy |

### C
- Haut – A
- B
- C
- D
- E
- F
- G
- H
- I
- J
- K
- L
- M
- N
- O
- P
- Q
- R
- S
- T
- U
- V
- W
- X
- Y
- Z

| - Cabidos (*) - Cadillon - Cardesse - Carrère - Carresse-Cassaber - Castagnède - Casteide-Cami - Casteide-Candau (*) | - Casteide-Doat - Castéra-Loubix - Castet - Castetbon - Castétis - Castetnau-Camblong - Castetner - Castetpugon | - Castillon (près d'Arthez-de-Béarn) - Castillon (près de Lembeye) - Caubios-Loos - Cescau - Cette-Eygun - Charre - Claracq - Coarraze | - Conchez-de-Béarn - Corbère-Abères - Coslédaà-Lube-Boast - Coublucq (*) - Crouseilles - Cuqueron |

### D
| - Denguin - Diusse | - Doazon | - Dognen | - Doumy |

### E
- Haut – A
- B
- C
- D
- E
- F
- G
- H
- I
- J
- K
- L
- M
- N
- O
- P
- Q
- R
- S
- T
- U
- V
- W
- X
- Y
- Z

| - Eaux-Bonnes - Escos (*) - Escot - Escou | - Escoubès - Escout - Escurès - Eslourenties-Daban | - Espéchède - Espiute - Espoey - Esquiule - Estialescq | - Estos - Etsaut - Eysus |

### F
| - Fichous-Riumayou (*) |

### G
- Haut – A
- B
- C
- D
- E
- F
- G
- H
- I
- J
- K
- L
- M
- N
- O
- P
- Q
- R
- S
- T
- U
- V
- W
- X
- Y
- Z

| - Gabaston - Gan - Garlède-Mondebat - Garlin - Garos | - Gayon - Gelos - Ger - Gerderest - Gère-Bélesten | - Géronce - Gestas - Géus-d'Arzacq - Geüs-d'Oloron - Goès - Gomer | - Guinarthe-Parenties - Gurmençon - Gurs |

### H
- Haut – A
- B
- C
- D
- E
- F
- G
- H
- I
- J
- K
- L
- M
- N
- O
- P
- Q
- R
- S
- T
- U
- V
- W
- X
- Y
- Z

| - Hagetaubin - Haut-de-Bosdarros | - Herrère - Higuères-Souye | - L'Hôpital-d'Orion | - Hours |

### I
| - Idron | - Igon | - Issor | - Izeste |

### J
| - Jasses | - Jurançon |

### L
- Haut – A
- B
- C
- D
- E
- F
- G
- H
- I
- J
- K
- L
- M
- N
- O
- P
- Q
- R
- S
- T
- U
- V
- W
- X
- Y
- Z

| - Laà-Mondrans - Laàs - Labastide-Cézéracq - Labastide-Monréjeau - Labastide-Villefranche - Labatmale - Labatut - Labeyrie - Lacadée (*) - Lacommande - Lacq - Lagor - Lagos - Lahontan (*) - Lahourcade | - Lalongue - Lalonquette - Lamayou - Lannecaube - Lanne-en-Barétous - Lanneplaà - Laroin - Larreule - Laruns - Lasclaveries - Lasserre - Lasseube - Lasseubetat - Lay-Lamidou - Ledeuix | - Lée - Lées-Athas - Lembeye - Lème - Léren (*) - Lescar - Lescun - Lespielle - Lespourcy - Lestelle-Bétharram - Limendous - Livron - Lombia - Lonçon (*) | - Lons - Loubieng - Lourdios-Ichère - Lourenties - Louvie-Juzon - Louvie-Soubiron - Louvigny (*) - Luc-Armau - Lucarré - Lucgarier - Lucq-de-Béarn - Lurbe-Saint-Christau - Lussagnet-Lusson - Lys |

### M
- Haut – A
- B
- C
- D
- E
- F
- G
- H
- I
- J
- K
- L
- M
- N
- O
- P
- Q
- R
- S
- T
- U
- V
- W
- X
- Y
- Z

| - Malaussanne (*) - Mascaraàs-Haron - Maslacq - Maspie-Lalonquère-Juillacq - Maucor - Maure - Mazères-Lezons - Mazerolles - Meillon | - Méracq (*) - Méritein - Mesplède - Mialos (*) - Miossens-Lanusse - Mirepeix - Momas - Momy - Monassut-Audiracq | - Moncaup - Moncla - Monein - Monpezat - Monségur - Mont - Montagut - Montaner - Montardon | - Montaut - Mont-Disse - Montfort - Morlaàs - Morlanne - Mouhous - Moumour - Mourenx |

### N
| - Nabas - Narcastet | - Narp - Navailles-Angos | - Navarrenx - Nay | - Noguères - Nousty |

### O
- Haut – A
- B
- C
- D
- E
- F
- G
- H
- I
- J
- K
- L
- M
- N
- O
- P
- Q
- R
- S
- T
- U
- V
- W
- X
- Y
- Z

| - Ogenne-Camptort - Ogeu-les-Bains - Oloron-Sainte-Marie - Oraàs | - Orin - Orion - Orriule - Orthez | - Os-Marsillon - Osse-en-Aspe - Ossenx - Ouillon | - Ousse - Ozenx-Montestrucq |

### P
- Haut – A
- B
- C
- D
- E
- F
- G
- H
- I
- J
- K
- L
- M
- N
- O
- P
- Q
- R
- S
- T
- U
- V
- W
- X
- Y
- Z

| - Parbayse - Pardies - Pardies-Piétat - Pau - Peyrelongue-Abos | - Piets-Plasence-Moustrou - Poey-de-Lescar - Poey-d'Oloron - Pomps - Ponson-Debat-Pouts | - Ponson-Dessus - Pontacq - Pontiacq-Viellepinte - Portet - Pouliacq (*) | - Poursiugues-Boucoue (*) - Préchacq-Josbaig - Préchacq-Navarrenx - Précilhon - Puyoô |

### R
- Haut – A
- B
- C
- D
- E
- F
- G
- H
- I
- J
- K
- L
- M
- N
- O
- P
- Q
- R
- S
- T
- U
- V
- W
- X
- Y
- Z

| - Ramous - Rébénacq | - Ribarrouy - Riupeyrous | - Rivehaute | - Rontignon |

### S
- Haut – A
- B
- C
- D
- E
- F
- G
- H
- I
- J
- K
- L
- M
- N
- O
- P
- Q
- R
- S
- T
- U
- V
- W
- X
- Y
- Z

| - Saint-Abit - Saint-Armou - Saint-Boès - Saint-Castin - Saint-Dos (*) - Sainte-Colome - Saint-Faust - Saint-Girons-en-Béarn - Saint-Gladie-Arrive-Munein - Saint-Goin - Saint-Jammes | - Saint-Jean-Poudge - Saint-Laurent-Bretagne - Saint-Médard (*) - Saint-Pé-de-Léren (*) - Saint-Vincent - Salies-de-Béarn - Salles-Mongiscard - Sallespisse - Samsons-Lion - Sarpourenx - Sarrance | - Saubole - Saucède - Sault-de-Navailles (*) - Sauvagnon - Sauvelade - Sauveterre-de-Béarn - Séby (*) - Sedze-Maubecq - Sedzère - Séméacq-Blachon - Sendets | - Serres-Castet - Serres-Morlaàs - Serres-Sainte-Marie - Sévignacq - Sévignacq-Meyracq - Simacourbe - Siros - Soumoulou - Sus - Susmiou |

### T
| - Tabaille-Usquain - Tadousse-Ussau | - Taron-Sadirac-Viellenave | - Tarsacq | - Thèze |

### U
| - Urdos - Urost | - Uzan | - Uzein | - Uzos |

### V
- Haut – A
- B
- C
- D
- E
- F
- G
- H
- I
- J
- K
- L
- M
- N
- O
- P
- Q
- R
- S
- T
- U
- V
- W
- X
- Y
- Z

| - Verdets - Vialer | - Viellenave-d'Arthez - Viellenave-de-Navarrenx | - Vielleségure - Vignes | - Viven |

(*) Les communes dont le nom est suivi d'un astérisque n'appartenaient pas, en totalité ou en partie au Béarn sous l'Ancien Régime (dans le cas de Bédeille l'appartenance est simplement douteuse). On trouvera des précisions sur leur statut à cette époque dans l'article détaillé Géographie politique des communes des Pyrénées-Atlantiques sous l'Ancien Régime.